# Ziryab
Abu l-Hasan Ali ibn Nafi` (en árabe, أبو الحسن علي ابن نافع; Mosul, Califato abasí, c. 789-Córdoba, Emirato de Córdoba, c. 857), más conocido como Ziryab (del persa زرياب, «mirlo») fue un poeta, gastrónomo, músico y cantante musulmán. Alcanzó gran reconocimiento en la corte abasí en Bagdad, actual Irak, como intérprete y discípulo del músico y compositor persa Ibrahim Al-Mausili, aunque su verdadera revolución se dio en Córdoba, donde introdujo refinadas costumbres orientales en la corte del emir Abderramán II y estableció uno de los primeros conservatorios de música del mundo.

## Biografía

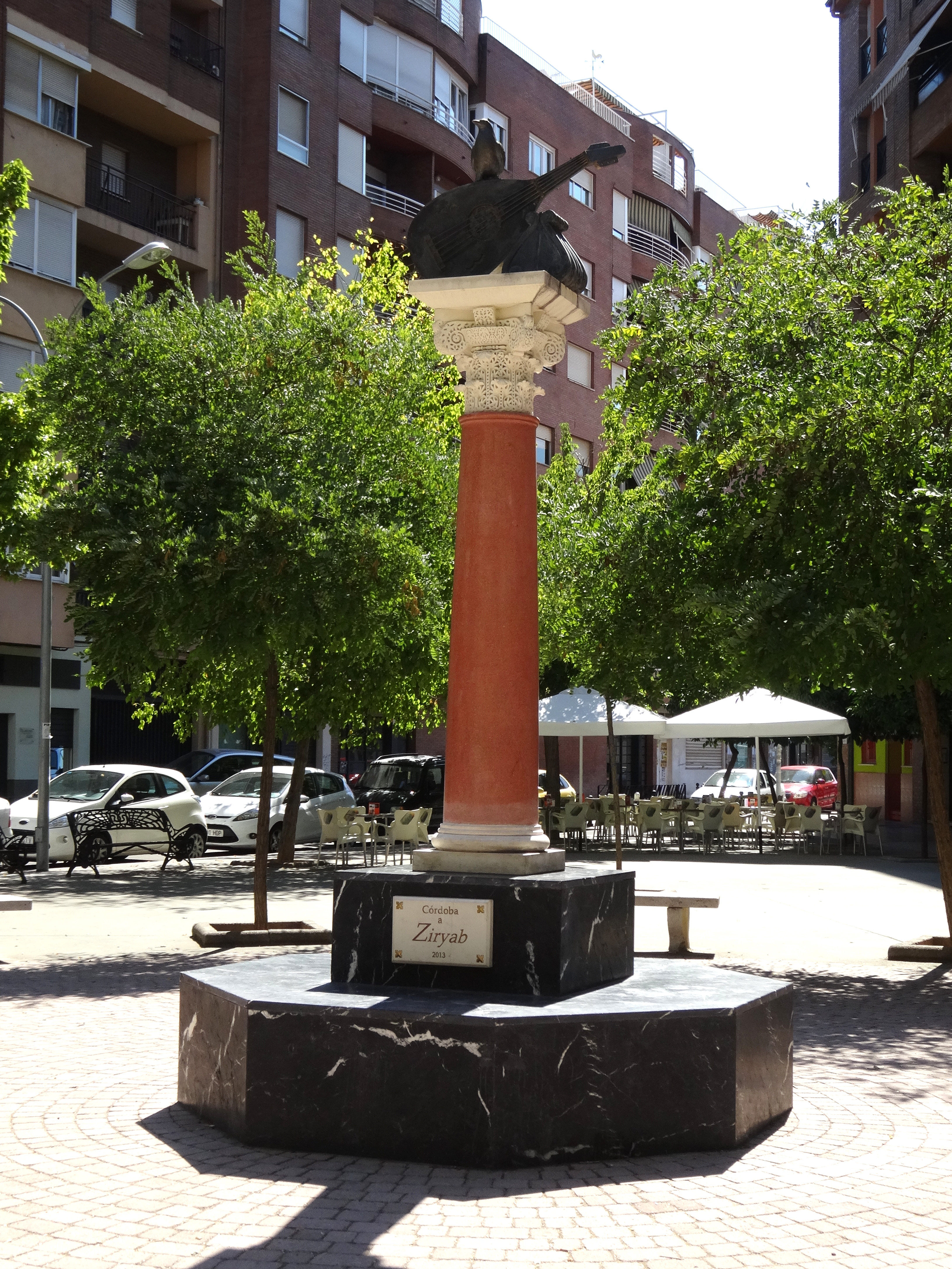
Monumento a Ziryab en Córdoba (España)

Según la Enciclopedia del Islam, nació alrededor del año 790 en una familia de mawla del califa abasí Al-Mahdi. Sus orígenes étnicos son discutidos; fuentes variadas lo catalogan como persa, árabe, kurdo o africano. Según Ibn Hayyan, Ali ibn Nafi fue llamado mirlo (Ziryab) debido a su tez extremadamente oscura, la claridad de su voz y su carácter dulce.
Algunas fuentes árabes indican que Ziryab nació en Mosul y fue educado en el arte de la música desde la infancia. Durante ese tiempo, Bagdad fue un importante centro de música islámica y todas las fuentes indican que fue discípulo del talentoso músico Ibrahim Al-Mausili (767-850), a quien acompañaba por esta ciudad. Al-Maqqari relata que ambos se presentaron ante el califa Harún al-Rashid, quien quedó muy impresionado por el joven músico, lo que desató los celos de su mentor, que le obligaron a abandonar Bagdad. Sin embargo, otras fuentes anteriores y más fiables indican que se marchó tras la muerte del califa al-Amín en 813, al comienzo del reinado de al-Mamún.
Ziryab primero viajó por la región de Siria para después trasladarse a Ifriquía (Túnez), donde residió por un tiempo en la corte aglabí del emir Ziyadat Alá (r. 816-837) en Kairuán. Ziryab comenzó a tener problemas con el emir, aunque fue invitado por el emir omeya al-Hakam I a trasladarse a Córdoba. A su llegada en el año 822, al-Hakam acababa de fallecer, aunque su heredero Abderramán II le renovó su oferta de invitación. Ziryab se asentó en Córdoba y el monarca le ofreció un palacio y un alquiler mensual de doscientos dinares. En la corte cordobesa se convirtió en un personaje muy conocido y fue considerado el árbitro de la elegancia de los dominadores árabes. Influyó en la vestimenta, la cocina o el mobiliario de los que le rodeaban e introdujo novedades tanto de uso social como musicales. Al-Maqqari declara que «nunca hubo, antes o después que él, un hombre de su profesión más amado y admirado».

## Familia
Según lbn Hayyan, Ziryab tuvo ocho hijos y dos hijas. Cinco de estos hijos estuvieron relacionados con el mundo de la música y alcanzaron gran popularidad, manteniendo abierto el conservatorio de su padre.

## Innovaciones

### Música
Sus innovaciones musicales tuvieron también una fuerte influencia. Según el arabista Emilio García Gómez, con Ziryab entraron en al-Ándalus las melodías orientales de origen grecopersa que serían la base de buena parte de las músicas tradicionales posteriores de al menos una parte de la península ibérica. Añadió al laúd una quinta cuerda y sustituyó el plectro de madera (pieza que se agarra con la mano y que pulsa las cuerdas) por otro fabricado bien con uñas, pico o los cañones de las plumas de águila. Asimismo, también tintó las cuerdas con colores que simbolizaban los humores aristotélicos, representando la quinta cuerda el alma.
Ségun al-Tifashi, Ziryab parece haber popularizado una temprana canción-secuencia, que podría haber sido un precursor de la nawba (originalmente un simple intérprete «giraba» para actuar ante el emir), o la nubah andalusí, originaria de al-Ándalus y que actualmente se considera como la música clásica del norte de África.
Abderramán II fue un gran mecenas de las artes y Ziryab tuvo una gran libertad para sus creaciones. Estableció uno de los primeros conservatorios de música del mundo en Córdoba. Esta escuela incorporó estudiantes femeninos y masculinos que llegaron a ser muy populares entre la aristocracia. Según Ibn Hayyan, Ziryab les evaluaba con pruebas, si el alumno no tenía una gran capacidad vocal, por ejemplo, les ponía piezas de madera en la mandíbula para mantener su boca abierta o les ataba una cuerda alrededor de la cintura para que respiraran de manera particular. De esta manera todos los estudiantes debían cantar todo lo alto que pudieran y mantener la nota para observar su capacidad pulmonar.

### Gastronomía
Ziryab se convirtió en árbitro de la gastronomía a la moda, «revolucionó la cocina local» introduciendo nuevas frutas y verduras como el espárrago, indicó que los platos fueran servidos en manteles de cuero y asentó el menú de tres platos separados: la sopa, el plato principal y el postre. Introdujo recetas de la cocina bagdadí (una de las recetas se conserva hoy en día con su nombre: el ziriabí). También asentó la utilización de copas de cristal para las bebidas, que eran más efectivos que el metal. Esta afirmación se corrobora con escritos que confirman que cortaba grandes copas de cristal. Antes de su llegada, la comida se servía en bandejas directamente sobre la mesa, como era el caso en la Antigua Roma. Además, se le atribuye el invento de las albóndigas, para poder comer un trozo de carne de manera prolija mientras se realizaban otras tareas.

### Moda e higiene
Ziryab comenzó la moda de llevar un tipo determinado de ropa según el clima y la estación, así como sugirió diferentes vestimentas para las mañanas, tardes y noches. Henri Terrasse, historiador francés del norte africano, comentó que algunas ropas halladas en Marruecos siguen la etiqueta de Ziryab, según el estilo estival e invernal.
Asimismo, creó un nuevo tipo de desodorante para evitar los malos olores y promovió los baños matutinos y vespertinos con el objetivo de enfatizar el cuidado de la higiene personal. Además, se cree que Ziryab pudo desarrollar una especie de pasta de dientes que se popularizó en todo el Emirato de Córdoba. Sus ingredientes se desconocen, aunque algunas referencias lo describen como «funcional y de agradable sabor».
Según al-Maqqari, antes de la llegada de Ziryab, en la corte de Córdoba, tanto hombres como mujeres llevaban el cabello largo y sin flequillo hasta los hombros. Ziryab puso de moda el flequillo liso hasta las cejas, «nuevos peinados cortos dejando al aire el cuello, las orejas y las cejas». Asimismo, popularizó el afeitado y nuevos cortes de cabello para los hombres. La realeza solía lavarse el cabello con agua de rosas, pero Ziryab introdujo el uso de sal y aceites perfumados para mejorar el estado del cabello. Algunas fuentes alegan que abrió al público salones de belleza para las mujeres de la élite cordobesa, aunque no existe constancia en referencias tempranas.
Ziryab fue considerado como un «gran iniciador de modas de su época», creando tendencia en la vestimenta, los peinados y la higiene. Sus alumnos trasladaron estas modas por toda Europa y el norte de África.

## Homenaje
La ciudad de Córdoba alberga numerosas dedicaciones a este músico, como, por ejemplo, el Monumento a Ziryab, el Conservatorio Profesional de Música de Córdoba, conocido como «Músico Ziryab», el Coro Ziryab, que fue instaurado en 1993, e incluso una calle lleva su nombre. El guitarrista Paco de Lucía le dedicó un disco completo denominado Zyryab en 1990.